# Port lotniczy El Alto
Międzynarodowy Port Lotniczy El Alto (kod IATA: LPB, ICAO: SLLP) – międzynarodowy port lotniczy w stolicy Boliwii La Paz, w dzielnicy El Alto.
Położony jest na wysokości ok. 4150 m n.p.m. Jest jednym z najwyżej położonych międzynarodowych lotnisk pasażerskich na świecie.
Obsługuje połączenia krajowe i międzynarodowe. Pełnił rolę węzła dla byłych narodowych linii lotniczych Lloyd Aéreo Boliviano, zaś obecnie jest węzłem dla Aerosur, obecnie największych w kraju linii prywatnych.
Port lotniczy El Alto służył jako lotnisko dla La Paz od pierwszej połowy XX wieku, został zmodernizowany w latach 60 XX wieku, kiedy wydłużono pas startowy i zbudowany nowy terminal. Po modernizacji lotnisko zostało otwarte w 1969 roku. Nadano mu wtedy nazwę John F. Kennedy, która funkcjonowała do 1999 roku, ale w praktyce nie była używana. Obecnie lotnisko El Alto ustępuje pod względem ruchu lotniczego największemu w Boliwii portowi lotniczemu Viru Viru w Santa Cruz.

## Informacje podstawowe
Położony na wysokości 4061,5 m n.p.m., El Alto jest jednym z najwyżej położonych międzynarodowych portów lotniczych na świecie. Posiada dwa pasy startowe: 10/28 o nawierzchni betonowej o długości 4000 × 46 m i 10L/28R o nawierzchni trawiastej i długości 2050 × 91 m.

## Operatorzy
1 marca 1997 r. Rząd Boliwii zawarł 25-letni kontrakt z Airport Group International na obsługę trzech największych portów lotniczych w Boliwii: El Alto w La Paz, Jorge Wilstermann w Cochabamba i Viru Viru w Santa Cruz. Servicios de Aeropuertos Bolivianos Sociedad Anonima (SABSA) została stworzona, aby działać w koncesji. W 1999 roku Airport Group International została zakupiona przez TBI plc, a w 2004 r. Abertis/AENA zakupiła TBI.

## Linie lotnicze i połączenia
- Aerocon (Cobija, Trinidad)
- Aerosur (Cochabamba, Cuzco, Santa Cruz de la Sierra, Sucre, Tarija)
- Amaszonas (Cobija, Rurrenabaque, Trinidad)
- American Airlines (Miami)
- Boliviana de Aviación (Cochabamba, Santa Cruz de la Sierra, Tarija, Sucre)
- LAN Airlines (Iquique, Santiago)
  - LAN Perú (Lima)
- Sky Airline (Antofagasta, Arica, Santiago de Chile)
- TACA
  - TACA Perú (Lima)
- Transporte Aéreo Militar (Cobija, Cochabamba, Riberalta, Rurrenabaque, Santa Cruz de la Sierra, Tarija)